# Rolf Stoltenberg
Rolf Stoltenberg (1922.) je bivši njemački hokejaš na travi.
Igrao je za Klipper iz Hamburga.
Na hokejaškom turniru na Olimpijskim igrama 1952. u Helsinkiju je igrao za Njemačku, koja je ispala tijesnim porazom od 0:1 u četvrtini završnice od kasnije finalistice Nizozemske. 

## Vanjske poveznice
- Profil na Sports Reference.com  Arhivirana inačica izvorne stranice od 17. prosinca 2012. (Wayback Machine)